# Oost-Finsterwolde
Oost-Finsterwolde was in de middeleeuwen een nederzetting en kerspel in het Wold-Oldambt, in het bisdom Münster.
De Sunte Nicolauskerck van Oistfinsterwolda wordt genoemd in een tweetal grensverdragen uit 1391 en 1420 en in een pauselijke benoemingsbrief uit 1429 voor een zekere Folkardis tot pastoor van de kerk van St. Nicolai in Oestfinservoelda. De documenten verhalen hoe de Tjamme voorbij de kerk liep in de richting van Finsterwolde en Beerta.
Ten gevolge van de veenontginningen was de nederzetting, die oorspronkelijk verder noordelijker lag, al eerder verplaatst naar plek hoger op het veen. In een laat-vijftiende-eeuwse kerspellijst van het bisdom Münster wordt de plaats Astwinserwalda genoemd. De verplaatsing en het verdwijnen van de nederzetting werd altijd toegeschreven aan de doorbraken van de Dollard, maar het Dollardwater bereikte dit gebied pas tegen het einde van de 15e eeuw. In een parochielijst uit 1500 wordt vermeld: Oistfinsterwolde aqua destructa (door het water vernield). Uiteindelijk is het dorpsgebied grotendeels vanwege de inbraken van de Dollard verlaten en grotendeels bedekt met een kleilaag voordat het na 1571 weer werd bedijkt.
De nieuwe naam Veenhuisen of Veenhuißen wordt voor het eerst gebruikt in een verdrag met de stad Groningen uit 1435; in een ander document uit hetzelfde jaar heet het dorp nog als vanouds Oestfinzerwold. Vermoedelijk verhuisde een deel van de bewoners naar een veilige locatie hoger op het veen en dichter bij de Tjamme. Hier ontstond vervolgens de buurtschap Veenhuizen. Acker Stratingh en Venema vonden in 1855 twee rijen met sporen van huizen, de een ter hoogte van de voormalige kerk van Oost-Finsterwolde, de ander verder zuidelijk aan het voetpad naar Veenhuizen.
De fundamenten van een kerk met een aangebouwde toren of poortgebouw werden in 1826 gevonden ten zuiden van Ganzedijk in een kerkheuvel nabij de Finsterwolder poldermolens aan het Vledderdiep. Volgens sommige berichten was het een kruiskerk, anderen hebben het over een plattegrond die lijkt op kerk en toren van Woldendorp. Daarbij vond men ook twee oudere sarcofagen met kruizen en een bakstenen overwelving, alsmede grote hoeveelheden skeletmateriaal. De fundamenten werden geruimd in 1844, waarna het puin werd gebruikt voor de verharding van de weg door Nieuw-Beerta. De lange opstrekkende kerkkavel van Oost-Finsterwolde kwam later in bezit van de Nederlands Hervormde kerk te Finsterwolde. De kerkkavel was in 1821 verkocht aan Douwe Harms Mulder om met de opbrengsten de nieuwe kerktoren te kunen financieren. Nog onlangs werden hier kloostermoppen en rolstenen gevonden. De vergraven kerkheuvel zou plaatselijk bekend staan als Hoge Wind.
Een voorloper van de kruiskerk lag mogelijk verder noordelijk ter hoogte van Ganzedijk. De gemeentelijke archeologienota veronderstelt dat de kerk van Oost-Finsterwolde later is verplaatst naar de meest westelijke boerderij van Veenhuizen, de 'Oude Werf', waar eveneens skeletresten zijn gevonden. Het kan daarbij echter ook om iets anders zijn gegaan, wellicht een voorwerk van het klooster Palmar.
Ten oosten van het middeleeuwse kerspel Oost-Finsterwolde hebben het kerkdorp Megenham en de buurtschap Torpsen gelegen, die tot het Reiderland behoorden.